# Пеце (Гросуплє)
Пеце (словен. Pece) — поселення в общині Гросуплє, Осреднєсловенський регіон, Словенія. Висота над рівнем моря: 352,7 м.